# فابيو جيوردانو
فابيو جيوردانو (بالإيطالية: Fabio Giordano)‏ (6 فبراير 1983 بباليرمو في إيطاليا - ) هو لاعب كرة قدم إيطالي في مركز الوسط. لعب مع نادي بيزا ونادي بيسكارا ونادي تورينو ونادي رافينا ونادي سيتاديلا ونادي فوجيا وفيس بيزارو 1898 ‏ وAC Jesolo ‏ وACMM Sarego ASD ‏ وسسارة توريس ‏.

## وصلات خارجية
- فابيو جيوردانو على موقع قاعدة بيانات كرة القدم.إي يو (الإنجليزية)
- فابيو جيوردانو على موقع Soccerway.com (الإنجليزية)